# La Rivière et son secret, des camps de Mao à Jean-Sébastien Bach
La Rivière et son secret, des camps de Mao à Jean-Sébastien Bach est une autobiographie de Zhu Xiao-Mei,  pianiste chinoise, née en 1949 à Shanghai. Dans cet ouvrage, Zhu Xiao-Mei évoque la Révolution culturelle (1966-1976), puis après la mort de Mao Zedong, son départ pour les États-Unis et enfin la France où elle peut alors se consacrer à sa carrière de pianiste.
Le livre a reçu le Grand Prix des Muses en 2008.

## Présentation
À partir des aphorismes de Lao-Tseu,  La Rivière et son secret fait une place importante à la méditation de son auteur.
Née à Shanghai dans une famille de la petite bourgeoisie, elle étudie le piano avec sa mère puis intègre le Conservatoire de Pékin. Au début de la Révolution culturelle Zhu Xiao-Mei adhère au mouvement malgré l'interdiction de la musique occidentale, elle décrit les professeurs du conservatoire à genoux alignés sur une piste de sport : « Les gardes rouges détachent leurs ceinturons, les brandissent au-dessus d’eux et frappent. Les boucles égratignent, coupent, labourent… ». Endoctrinée depuis sa tendre jeunesse, elle va jusqu'à dénoncer son père,  elle ne sait plus « qui est coupable et qui est innocent, qui est victime et qui est bourreau ». Son piano, symbole d'une culture bourgeoise, lui est retirée. Elle adhère pleinement à l'idéologie maoïste : « Si vous comprenez, vous devez appliquer. Si vous ne comprenez pas, vous devez appliquer quand même. C’est en appliquant que vous comprendrez ». Mais du fait de ses origines « bourgeoise », elle est classée d'autorité comme une ennemie de la révolution. Elle doit procéder à son autocritique. Puis, comme 17 millions de jeunes instruits et de Gardes rouges, elle est alors déportée dans un camp de rééducation par le travail, elle y reste 5 ans. Subissant des humiliations permanentes et embrigadée par la lecture du Petit Livre rouge, elle trouve la force de résister notamment avec la pratique de préludes et fugues dont elle avait caché la partition dans ses vêtements après l'avoir recopié.
En 1980, elle peut rejoindre les États-Unis où elle pratique plusieurs petits métiers pour vivre. En 1985, elle vient en France et connait le succès comme pianiste.

## Accueil critique
Pour Bernard Pivot, « Zhu Xiao-Mei ne triche pas. Elle raconte avec douleur, avec sincérité, la jeune fille menacée, terrifiée, mais aussi exaltée, qui participait avec ses camarades à l'humiliation des professeurs. Procès, bastonnades. Dénonciations, suicides. Des cadavres dans les studios d'enregistrement. ». 
Le philosophe Ariel Suhamy indique : « La rivière et son secret est un grand livre, même s’il n’en a pas l’apparence. Le dossier accablant qu’il instruit contre le fanatisme politique est léger comme une calligraphie. ».

## Récompense
En 2008, La Rivière et son secret reçoit le Grand Prix des Muses,.

## Publication
- La Rivière et son secret, des camps de Mao à Jean-Sébastien Bach, de Zhu Xiao-Mei, Robert Laffont, 340 pages. 978-2-221-10526-9
- The Secret Piano: From Mao's Labor Camps to Bach's Goldberg Variations (traduction de Ellen Hinsey)[9].

### Note
1. ↑   Le jury était composé de Philippe Beaussant, Olivier Bernard, Jacques Doucelin, Pierre Korzilius, Laetitia Le Guay, Christian Merlin, Michel Parouty et Claude Samuel.